# Vespa exotica
Vespa exotica är en getingart som beskrevs av Gmeling 1790. Vespa exotica ingår i släktet bålgetingar, och familjen getingar. Inga underarter finns listade i Catalogue of Life.